# Dolina Suchej Wody Gąsienicowej

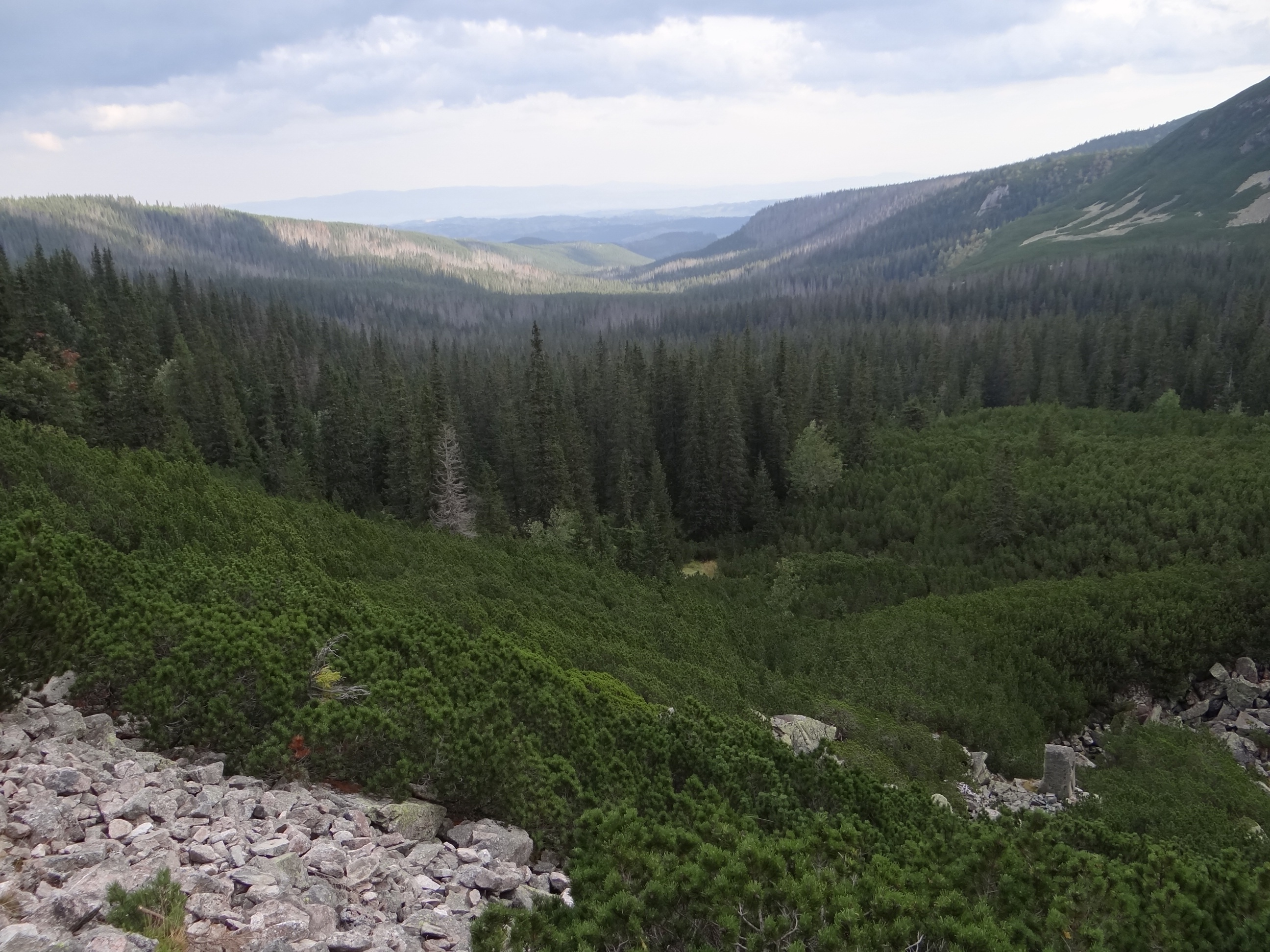
Wald im unteren Bereich des Tals im Sommer

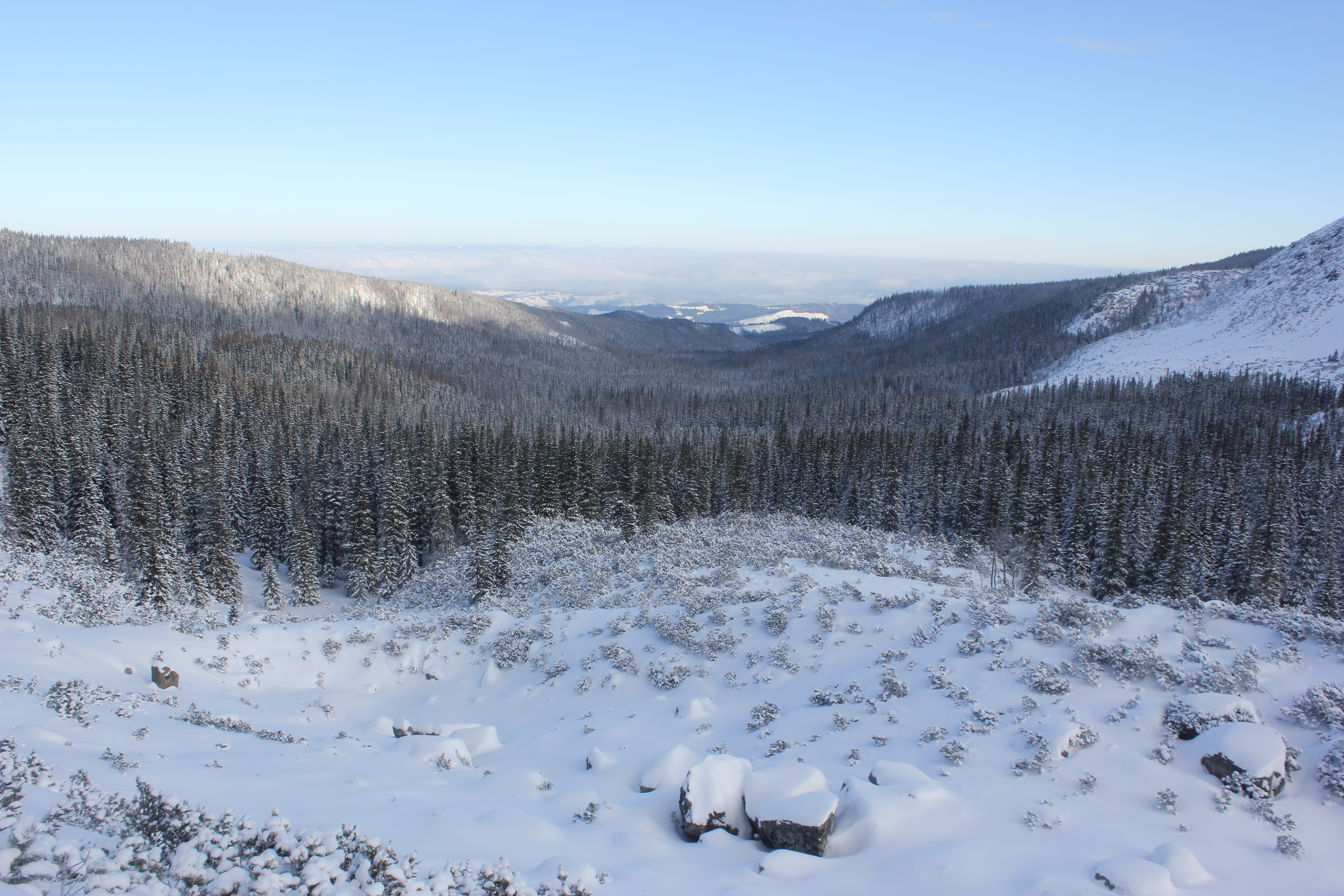
Wald im unteren Bereich des Tals im Winter

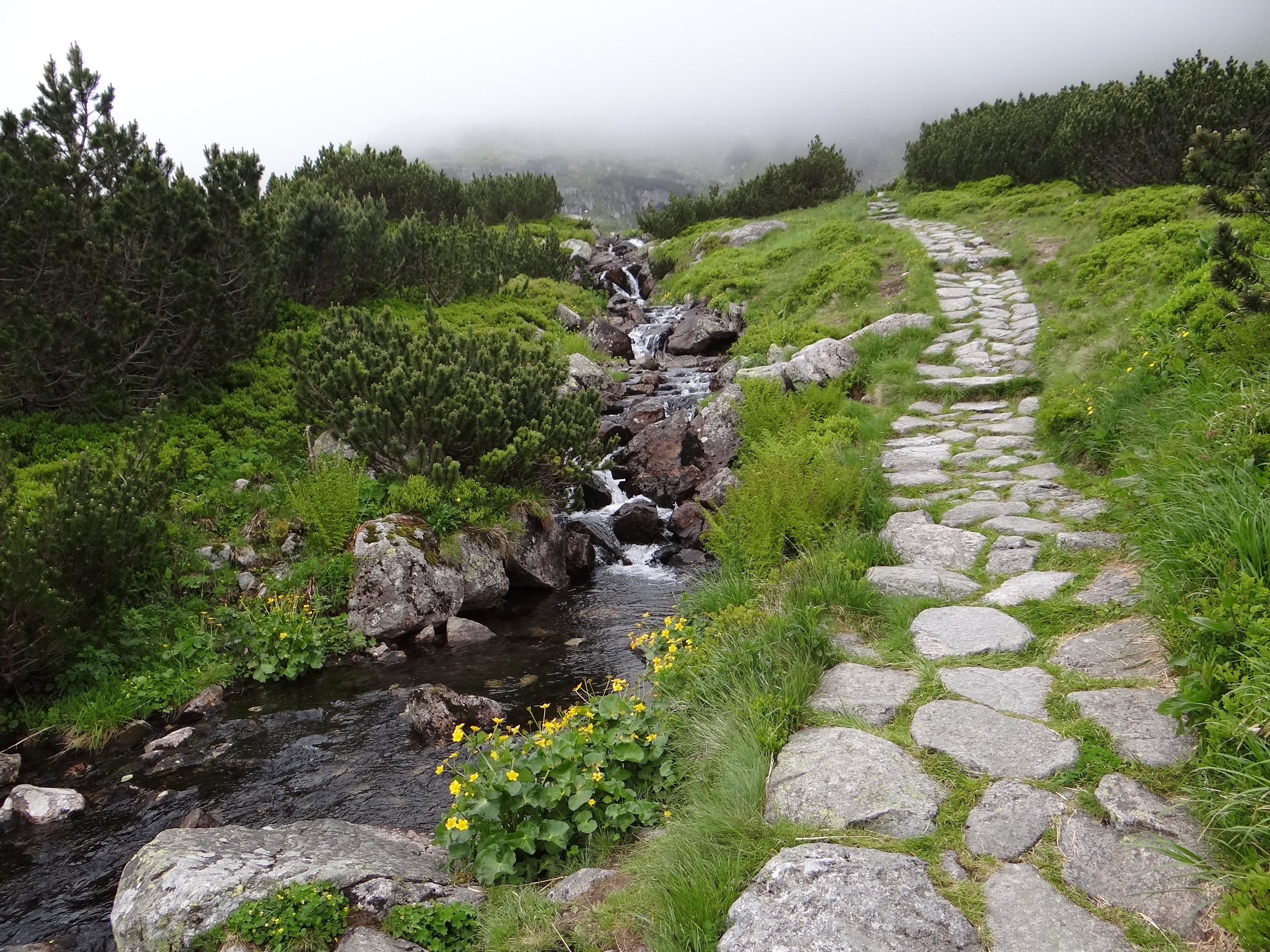
Wanderweg im unteren Teil

Das eiszeitlich durch Gletscher geformte Tal Dolina Suchej Wody Gąsienicowej auch Dolina Suchej Wody genannt, ist ein 8 km langes und 21 km² großes Tal, welches die Grenze zwischen der Hohen Tatra und Westtatra in der polnischen Woiwodschaft Kleinpolen in den Gemeinden Zakopane und Poronin bildet. Es befindet sich nördlich des Hautpkamms der Hohen Tatra. Es hat zwei große Seitentäler in der Hohen Tatra: Dolina Pańszczyca und Dolina Gąsienicowa. Letzteres hat wiederum zwei Seitentäler, die Dolina Czarna Gąsienicowa und die Dolina Zielona Gąsienicowa.

## Geographie
Das Tal reicht bis an den Berg Świnica mit 2301 m heran. Das Tal und seine Seitentäler fallen von Süden nach Norden herab. Seine Hänge bilden 
- von Nordwesten: Kasprowy Wierch und Królowy Grzbiet,
- von Süden: Hauptkamm der Tatra bis zur Świnica weiter bis zur Koszysta,
- von Osten: der Grat des Ostry Wierch Waksmundzki.

Es wird von dem Gebirgsfluss Sucha Woda Gąsienicowa durchflossen. Seine rechten Zuflüsse im Tal sind Czarny Potok Gąsienicowy und Pańszczycki Potok. Wasser fließt teilweise unterirdisch in Höhlensystemen aus dem Tal in andere Täler der Tatra, z. B. durch die Karstquellen Goryczkowe Wywierzysko und Wywierzysko Olczyskie sowie das Höhlensystem Jaskinia Kasprowa Niżnia.
Im Tal befinden sich einige Bergseen der Hohen Tatra, u. a. die Karseen Czarny Staw Gąsienicowy und Zielony Staw Gąsienicowy im oberen Bereich sowie die Moränenseen Toporowy Staw Niżni und Toporowy Staw Wyżni im unteren Bereich.
In der letzten Eiszeit befand sich im Tal einer der größten Gletscher der Tatra mit einer Länge von 8 km, einer Fläche von 20 km² und einer Eisdicke von ca. 300 m.
Im Tal treten Hochmoore mit einer Tiefe von bis zu 6 Metern auf. Daneben gibt es zahlreiche Karsterscheinungen, wie z. B. Karstquellen und Höhlen.

## Etymologie
Der Name leitet sich von dem Gebirgsfluss Sucha Woda Gąsienicowa, der es durchfließt, ab und lässt sich übersetzen als „Tal des trockenen Wassers der Gąsienicowa“. Gąsienic war eine bedeutende Familie in Zakopane, der das Tal bis zur Errichtung des Nationalparks gehörte. Teilweise findet man auch die Bezeichnung „Suchawodatal“.

## Flora und Fauna
Das Tal liegt unterhalb und oberhalb der Baumgrenze. Alle alpinen Stufen finden sich in dem Tal. Das Tal ist Rückzugsgebiet für Hirsche, Bären, Wölfe, Luchse, Gämsen, Murmeltiere und Adler.

## Klima
Im Tal herrscht Hochgebirgsklima.

## Almwirtschaft
Vor der Errichtung des Tatra-Nationalparks im Jahr 1954 wurde das Tal seit dem 17. Jahrhundert für die Almwirtschaft genutzt. Danach wurden die Eigentümer der Almen enteignet bzw. zum Verkauf gezwungen. Ehemalige Almhütten befinden sich noch im Tal.

## Tourismus
Das Tal ist für Touristen sehr gut aus Zakopane erschlossen. Im unteren Bereich des Tals befinden sich Parkplätze am Oswald-Balzer-Weg, der das Tal durchkreuzt. Im Tal befindet sich eine Schutzhütte:
- Schronisko PTTK Murowaniec

Daneben gibt es einige weitere Gebäude im Tal:
- eine alpine Berghütte „Betlejemka“,
- eine Waldhütte „Księżówka“ der Nationalparkverwaltung,
- eine Bergwachthütte „Gawra“ der Nationalparkverwaltung,
- eine Wetterstation der Polnische Akademie der Wissenschaften – PAN.

Bis 2009 befand sich im Tal auch ein Zeltplatz Rąbaniska des PZA, der später verlegt wurde.
Durch das Tal führen zahlreiche Wanderwege:
- ▬  Ein schwarz markierter Wanderweg führt vom Zakopaner Stadtteil Brzeziny zur Berghütte Schronisko PTTK Murowaniec. Dort beginnen zahlreiche weitere Wanderwege. Dieser Wanderweg kann auch als einer der wenigen in der Hohen Tatra von Fahrradfahrern genutzt werden.
- ▬  Ein rot markierter Wanderweg auf polnischer Seite führt vom Zakopaner Stadtteil Toporowa Cyrhla auf den Gipfel Rysy. Dort beginnen zahlreiche weitere Wanderwege.

## Panorama

Das Tal vom Zakopaner Hausberg Nosal